# Neobidessodes gutteridgei
Neobidessodes gutteridgei är en skalbaggsart som först beskrevs av Watts och William F. Humphreys 2003.  Neobidessodes gutteridgei ingår i släktet Neobidessodes och familjen dykare. Inga underarter finns listade i Catalogue of Life.